# Скайлер (округ, Нью-Йорк)
Округ Скайлер (англ. Schuyler County) — округ штата Нью-Йорк, США. Население округа на 2000 год составляло 19222 человек. Административный центр округа — деревня Уоткинс-Глен.

## История
Округ Скайлер основан в 1854 году. Источник образования округа Скайлер: округа Шеманг, Стьюбен и Томпкинс.

## География
Округ занимает площадь 885,8 км². К северу от округа расположено озеро Сенека, крупнейшее и глубочайшее из озёр Фингер.

## Демография
Согласно переписи населения 2000 года, в округе Скайлер проживало 19222 человек. По оценке Бюро переписи населения США, к 2009 году население уменьшилось на 2,6%, до 18720 человек. Плотность населения составляла 21,1 человек на квадратный километр.